# María Juana

María Juana é uma comuna da província de Santa Fé, na Argentina.